# Montabard
Montabard és un municipi francès situat al departament de l'Orne i a la regió de Normandia. L'any 2007 tenia 304 habitants.

## Demografia

### Població
El 2007 la població de fet de Montabard era de 304 persones. Hi havia 116 famílies de les quals 28 eren unipersonals (8 homes vivint sols i 20 dones vivint soles), 48 parelles sense fills i 40 parelles amb fills.
La població ha evolucionat segons el següent gràfic:
Habitants censats

### Habitatges
El 2007 hi havia 138 habitatges, 122 eren l'habitatge principal de la família, 10 eren segones residències i 6 estaven desocupats. 136 eren cases i 2 eren apartaments. Dels 122 habitatges principals, 103 estaven ocupats pels seus propietaris, 17 estaven llogats i ocupats pels llogaters i 2 estaven cedits a títol gratuït; 5 tenien dues cambres, 16 en tenien tres, 28 en tenien quatre i 73 en tenien cinc o més. 86 habitatges disposaven pel capbaix d'una plaça de pàrquing. A 45 habitatges hi havia un automòbil i a 67 n'hi havia dos o més.

### Piràmide de població
La piràmide de població per edats i sexe el 2009 era:
| Homes | Edats   | Dones |
| ----- | ------- | ----- |
| 0     | 95 o +  | 0     |
| 0     | 90 a 94 | 0     |
| 4     | 85 a 89 | 0     |
| 8     | 80 a 84 | 8     |
| 4     | 75 a 79 | 8     |
| 4     | 70 a 74 | 0     |
| 4     | 65 a 69 | 4     |
| 0     | 60 a 64 | 12    |
| 12    | 55 a 59 | 8     |
| 24    | 50 a 54 | 12    |
| 12    | 45 a 49 | 12    |
| 8     | 40 a 44 | 20    |
| 20    | 35 a 39 | 20    |
| 0     | 30 a 34 | 8     |
| 4     | 25 a 29 | 0     |
| 8     | 20 a 24 | 4     |
| 12    | 15 a 19 | 16    |
| 24    | 10 a 14 | 20    |
| 24    | 5 a 9   | 0     |
| 0     | 0 a 4   | 4     |

## Economia
El 2007 la població en edat de treballar era de 200 persones, 150 eren actives i 50 eren inactives. De les 150 persones actives 140 estaven ocupades (82 homes i 58 dones) i 10 estaven aturades (5 homes i 5 dones). De les 50 persones inactives 25 estaven jubilades, 10 estaven estudiant i 15 estaven classificades com a «altres inactius».

### Ingressos
El 2009 a Montabard hi havia 119 unitats fiscals que integraven 312 persones, la mediana anual d'ingressos fiscals per persona era de 17.518 €.

### Activitats econòmiques
Dels 15 establiments que hi havia el 2007, 1 era d'una empresa extractiva, 6 d'empreses de construcció, 3 d'empreses de comerç i reparació d'automòbils, 3 d'empreses de transport i 2 d'empreses immobiliàries.
Dels 6 establiments de servei als particulars que hi havia el 2009, 1 era un taller de reparació d'automòbils i de material agrícola, 2 fusteries, 2 lampisteries i 1 electricista.
L'any 2000 a Montabard hi havia 15 explotacions agrícoles que ocupaven un total de 896 hectàrees.

## Poblacions més properes
El següent diagrama mostra les poblacions més properes.